# نهر أخوریان
أخوریان أو آخوریان (بالأرمينية: Ախուրյան) هو نهر يقع في جنوب القوقاز ينبع من أرمينيا ويجري من بحيرة آربي محاذيًا للحدود مع تركيا مشكّلًا جزءًا من الحدود الفاصلة بين البلدين حتى يصب في مجرى نهر آراس بالقرب من باغاران. يصرف نهر أخوریان مياهه لمنطقة تقدَّر مساحتها بنحو 9,500 كيلومتر مربع (3,700 ميل2) ويبلغ طوله 186 كيلومتر (116 ميل).
تقع مدينة غيومري وهي ثاني كبرى البلاد على الضفة الشرقيَّة النهر الذي يجري كذلك مخترقًا عواصم أرمينيا التاريخيَّة الأربعة (آني، وباغاران، ویرفانداشات، وشیراكافان).

## لمحة تاريخية
اجتمع النبلاء الأرمن المحليين (الناخارار) للتصدي للجيش البيزنطي حين بلغ الأخير محافظة شيراك عام 1041م تحت أمرة القائد فاهرام باهلافوني. انتقى القائد باهلافوني ثلاثين ألف رجل من جُنود المُشاة، وعشرين ألف رجل آخر من الخيَّالة، مشكّلًا ثلاثة فرق للقتال والتصدي للبيزنطيين. نشبت معركة بين الطرفين على مقربة من النهر تغلبت فيها قوات باهلافوني على جيش البيزنطيين. ويُقال أن القتال بلغ قدرًا كبيرًا من الضراوة والشدة حتى أن دماء القتلى ترشحت لمياه النهر وجعلته يتلون بالأحمر. خسر البيزنطيون ضمن صفوفهم ما يناهز الواحد وعشرين ألف رجل. كان من شأن هذا النصر أن مكَّن القائد فاهرام باهلافوني والجاثليق بيتروس غويدادارتس من تتويج غاغیك الثاني ملكًا على عرش أرمينيا، فضلًا عن السيطرة على حصن آني الذي كان واقعًا تحت سيطرة فيست ساركيس.